# جاك لويس (عسكري)
جاك لويس (بالإنجليزية: Jack Lewis)‏ هو عسكري أمريكي، ولد في 20 يناير 1964 في بورتلاند في الولايات المتحدة.

## وصلات خارجية
- الموقع الرسمي
- جاك لويس على موقع IMDb (الإنجليزية)